# بخش بوتچیرکا
بخش بوتچیرکا (به سوئدی: Botkyrka kommun) یک ناحیه شهرداری در سوئد است که در شهرستان استکهلم واقع شده‌است.

## خواهرخوانده
شهرهای Brøndby Municipality و الیتاس خواهرخوانده‌های بخش بوتچیرکا هستند.